# Pallacanestro ai Giochi del Mediterraneo
Il torneo di pallacanestro dei Giochi del Mediterraneo è una competizione per rappresentative nazionali che si svolge con cadenza quadriennale. È inserito nell'ambito della principale manifestazione polisportiva che coinvolge i paesi che si affacciano sul mar Mediterraneo.
La Nazionale jugoslava è la selezione più vincente sin dall'apertura del torneo maschile, nel 1951, con cinque vittorie; segue a quattro la Nazionale italiana. Nel torneo femminile, invece, la nazionale che ha conquistato più medaglie d'oro dal 1987 ad oggi è stata quella croata.
Dall'edizione del 2018, si è optato per introdurre la pallacanestro 3x3, rinunciando al classico "cinque contro cinque".

## Torneo maschile
| Edizione | Edizione | Sede                   | Oro        | Argento    | Bronzo           |
| -------- | -------- | ---------------------- | ---------- | ---------- | ---------------- |
| 1°       | 1951     | Alessandria d'Egitto   | Egitto     | Spagna     | Italia           |
| 2°       | 1955     | Barcellona             | Spagna     | Italia     | Grecia           |
| 3°       | 1959     | Beirut                 | Jugoslavia | Spagna     | Rep. Araba Unita |
| 4°       | 1963     | Napoli                 | Italia     | Spagna     | Jugoslavia       |
| 5°       | 1967     | Tunisi                 | Jugoslavia | Italia     | Turchia          |
| 6°       | 1971     | Smirne                 | Jugoslavia | Turchia    | Grecia           |
| 7°       | 1975     | Algeri                 | Jugoslavia | Francia    | Italia           |
| 8°       | 1979     | Spalato                | Grecia     | Jugoslavia | Egitto           |
| 9°       | 1983     | Casablanca             | Jugoslavia | Italia     | Turchia          |
| 10°      | 1987     | Laodicea               | Turchia    | Spagna     | Grecia           |
| 11°      | 1991     | Atene                  | Italia     | Grecia     | Francia          |
| 12°      | 1993     | Linguadoca-Rossiglione | Italia     | Croazia    | Francia          |
| 13°      | 1997     | Bari                   | Spagna     | Italia     | Jugoslavia       |
| 14°      | 2001     | Tunisi                 | Spagna     | Grecia     | Italia           |
| 15°      | 2005     | Almería                | Italia     | Grecia     | Spagna           |
| 16°      | 2009     | Pescara                | Croazia    | Grecia     | Turchia          |
| 17°      | 2013     | Mersin                 | Turchia    | Serbia     | Tunisia          |
| 18°      | 2018     | Tarragona              | Francia    | Italia     | Slovenia         |
| 19°      | 2022     | Orano                  | Francia    | Serbia     | Spagna           |

## Torneo femminile
| Edizione | Edizione | Sede                                            | Oro                                             | Argento                                         | Bronzo                                          |
| -------- | -------- | ----------------------------------------------- | ----------------------------------------------- | ----------------------------------------------- | ----------------------------------------------- |
| 10°      | 1987     | Laodicea                                        | Albania                                         | Turchia                                         | Siria                                           |
| 11°      | 1991     | Atene                                           | Spagna                                          | Francia                                         | Grecia                                          |
| 12°      | 1993     | Linguadoca-Rossiglione                          | Bosnia ed Erzegovina                            | Italia                                          | Spagna                                          |
| 13°      | 1997     | Bari                                            | Croazia                                         | Turchia                                         | Francia                                         |
| 14°      | 2001     | Tunisi                                          | Croazia                                         | Italia                                          | Spagna                                          |
| 15°      | 2005     | Almería                                         | Turchia                                         | Croazia                                         | Grecia                                          |
| 16°      | 2009     | Pescara                                         | Italia                                          | Serbia                                          | Croazia                                         |
| 17°      | 2013     | non disputato per l'esiguo numero di iscrizioni | non disputato per l'esiguo numero di iscrizioni | non disputato per l'esiguo numero di iscrizioni | non disputato per l'esiguo numero di iscrizioni |
| 18°      | 2018     | Tarragona                                       | Francia                                         | Spagna                                          | Portogallo                                      |
| 19°      | 2022     | Tarragona                                       | Spagna                                          | Francia                                         | Italia                                          |

## Medagliere complessivo
*Aggiornato a Orano 2022
| Posizione | Paese                | Oro | Argento | Bronzo | Totale |
| --------- | -------------------- | --- | ------- | ------ | ------ |
| 1         | Italia               | 5   | 7       | 4      | 16     |
| 2         | Spagna               | 5   | 5       | 5      | 15     |
| 2         | Jugoslavia           | 5   | 1       | 2      | 8      |
| 4         | Turchia              | 3   | 3       | 3      | 9      |
| 4         | Francia              | 3   | 3       | 3      | 9      |
| 6         | Croazia              | 3   | 2       | 1      | 6      |
| 6         | Grecia               | 1   | 4       | 4      | 9      |
| 8         | Egitto               | 1   | 0       | 2      | 3      |
| 9         | Albania              | 1   | 0       | 0      | 1      |
| 9         | Bosnia ed Erzegovina | 1   | 0       | 0      | 1      |
| 11        | Serbia               | 0   | 3       | 0      | 3      |
| 12        | Serbia e Montenegro  | 0   | 0       | 1      | 1      |
| 12        | Siria                | 0   | 0       | 1      | 1      |
| 12        | Portogallo           | 0   | 0       | 1      | 1      |
| 12        | Slovenia             | 0   | 0       | 1      | 1      |
| 12        | Tunisia              | 0   | 0       | 1      | 1      |
| Totale    | Totale               | 28  | 28      | 28     | 84     |